# Bolero (futebolista)
Aluísio de Almeida, mais conhecido como Bolero, foi um futebolista brasileiro que atuava como zagueiro. Fez fama defendendo as cores do Flamengo, clube em que jogou 143 partidas, com 87 vitórias, 21 empates e 35 derrotas, e ajudou o clube a sagrar-se campeão do Torneio Rio-São Paulo de 1961.

## Conquistas
Flamengo
- Torneio Rio-São Paulo: 1961
- Torneio Octogonal de Verão do Uruguai: 1961
- Troféu Magalhães Pinto: 1961